# Jagdgeschwader 51
La Jagdgeschwader 51 (en français : 51e escadre de chasse), abrégée en JG 51, aussi appelée « JG 51 Mölders », est une unité de chasse de la Luftwaffe pendant la Seconde Guerre mondiale.
Active de 1939 à 1945, l'unité était affectée aux missions visant à assurer la supériorité aérienne de l'Allemagne dans le ciel d'Europe.

## Opérations
La JG 51 opérait sur des chasseurs Messerschmitt Bf 109 E, F, et G, des Focke-Wulf Fw 190 A, ainsi que des Henschel Hs 129 B (uniquement dans le Panzerjägerstaffel/JG 51).

## Organisation

### Stab. Gruppe
Formé le 25 novembre 1939 à Münster-Loddenheide, le Stab./JG 51 est dissous le 28 avril 1945.

#### Geschwaderkommodore (commandant de l'escadre)
| Début            | Fin             | Grade          | Nom                          |
| ---------------- | --------------- | -------------- | ---------------------------- |
| 25 novembre 1939 | 23 juillet 1940 | Oberst         | Theo Osterkamp               |
| 27 juillet 1940  | 19 juillet 1941 | Oberstleutnant | Werner Mölders               |
| 28 juillet       | 7 août 1940     | Oberst         | Theo Osterkamp (par intérim) |
| 21 juillet 1941  | 10 avril 1942   | Oberstleutnant | Friedrich Beckh              |
| Septembre        | 8 novembre 1941 | Major          | Günther Lützow (par intérim) |
| 10 avril 1942    | 30 mars 1944    | Oberstleutnant | Karl-Gottfried Nordmann      |
| 1er avril 1944   | 31 mars 1945    | Major          | Fritz Losigkeit (en)         |
| 2 avril          | 8 mai 1945      | Major          | Heinz Lange                  |

### I. Gruppe
Formé le 1er mai 1939 à Bad Aibling  à partir du I./JG 233 avec :
- Stab I./JG 51 à partir du Stab I./JG 233 ;
- 1./JG 51 à partir du 1./JG 233 ;
- 2./JG 51 à partir du 2./JG 233 ;
- 3./JG 51 à partir du 3./JG 233.

Le 25 juin 1944, le  2./JG 51 fait mouvement en Allemagne, ou il rejoint le IV./JG 3, devenant le 16./JG 3 le 10 août 1944.

En janvier 1945, le I./JG 51 augmente ses effectifs à 4 Staffeln :
- 1./JG 51 inchangé ;
- 2./JG 51 est formé à Danzig-Langfuhr (le 15 janvier 1945) ;
- 3./JG 51 inchangé ;
- 4./JG 51 est formé (le 24 janvier 1945).

Le II./JG 51 est dissous le 23 avril 1945 (Le 4./JG 51 n'a probablement jamais été complètement formé).

#### Gruppenkommandeure (Commandant de groupe)
| Début             | Fin               | Grade        | Nom                          |
| ----------------- | ----------------- | ------------ | ---------------------------- |
| 1er mai           | 31 octobre 1939   | Major        | Ernst Freiherr von Berg      |
| 1er novembre 1939 | 17 octobre 1940   | Hauptmann    | Hans-Heinrich Brustellin     |
| 17 août           | 23 septembre 1940 | Oberleutnant | Richard Leppla (par intérim) |
| 18 octobre 1940   | 25 août 1941      | Hauptmann    | Hermann-Friedrich Joppien    |
| 26 août 1941      | 2 mai 1942        | Hauptmann    | Wilhelm Hachfeld             |
| 3 mai             | 31 mai 1942       | Hauptmann    | Josef Fözö (en)              |
| 1er juin          | 14 décembre 1942  | Hauptmann    | Heinrich Krafft              |
| 15 décembre 1942  | 17 janvier 1943   | Hauptmann    | Rudolf Busch                 |
| 18 janvier 1943   | 28 décembre 1944  | Major        | Erich Leie (en)              |
| 29 décembre 1944  | 23 avril 1945     | Hauptmann    | Günther Schack               |

### II. Gruppe
Formé le 16 octobre 1939 à Fürstenfeldbruck avec :
- Stab II./JG 51 nouvellement créé (le 1er novembre 1939) ;
- 4./JG 51 à partir du 2./JG 71 ;
- 5./JG 51 à partir du Reservestaffel/JG 71 ;
- 6./JG 51 à partir d'éléments du 4. et 5./JG 51 (le 5 novembre 1939).

Le 26 novembre 1942, le 6./JG 51 devient Stabsstaffel/JG 51, et un nouveau 6./JG 51 est formé à partir du 3./JG 1. Le 11./JG 26 est absorbé en même temps.
Le 15 août 1944, le II./JG 51 est réorganisé :
- 5./JG 51 inchangé ;
- 6./JG 51 inchangé ;
- 7./JG 51 à partir de l'ancien 4./JG 51.

Le 4e Staffel, le 8./JG 51, commence à être formé en mars 1945, mais le Gruppe est dissous le 12 avril 1945.

#### Gruppenkommandeure
| Début             | Fin              | Grade        | Nom                     |
| ----------------- | ---------------- | ------------ | ----------------------- |
| 1er novembre 1939 | 2 février 1940   | Major        | Ernst-Günther Burgaller |
| 3 février 1940    | 20 février 1941  | Hauptmann    | Günther Matthes         |
| 20 février        | 11 juillet 1941  | Hauptmann    | Josef Fözö (en)         |
| Septembre 1941    | 6 juin 1943      | Hauptmann    | Hartmann Grasser (en)   |
| 6 juin 1943       | 23 décembre 1944 | Major        | Karl Rammelt            |
| 24 décembre 1944  | 12 avril 1945    | Oberleutnant | Otto Schultz            |

### III. Gruppe
Formé le 4 juillet 1940 à Saint-Omer à partir du I./JG 20 avec :
- Stab III./JG 51 à partir du Stab I./JG 20
- 7./JG 51 à partir du 1./JG 20
- 8./JG 51 à partir du 2./JG 20
- 9./JG 51 à partir du 3./JG 20

Le 25 juin 1944, le 7./JG 51 fait mouvement vers l'Allemagne, ou il rejoint le II./JG 1, et le 15 août 1944 devient 8./JG 1. 
Le 15 août 1944, le III./JG 51 est réorganisé :
- 9./JG 51 inchangé
  - 10./JG 51 à partir de l'ancien 8./JG 51
- 11./JG 51 formé le 15 janvier 1945 à Danzig-Langfuhr
- 12./JG 51 nouvellement créé

Le 12./JG 51 est dissous le 24 avril 1945.

#### Gruppenkommandeure
| Début              | Fin               | Grade        | Nom                           |
| ------------------ | ----------------- | ------------ | ----------------------------- |
| 4 juillet 1940     | 24 août 1940      | Hauptmann    | Hannes Trautloft              |
| 25 août 1940       | 10 novembre 1940  | Hauptmann    | Walter Oesau                  |
| 11 novembre 1940   | 2 août 1942       | Hauptmann    | Richard Leppla                |
| 3 août 1942        | 24 septembre 1942 | Oberleutnant | Herbert Wehnelt (par intérim) |
| 24 septembre 1942  | 22 juin 1943      | Hauptmann    | Karl-Heinz Schnell            |
| 26 juin 1943       | 30 avril 1944     | Hauptmann    | Fritz Losigkeit (en)          |
| 1er mai 1944       | 24 août 1944      | Hauptmann    | Diethelm von Eichel-Streiber  |
| 1er septembre 1944 | 8 mai 1945        | Hauptmann    | Joachim Brendel               |

### IV. Gruppe
Formé le 21 novembre 1943 à Marquise à partir du I./JG 77 avec :
- Stab IV./JG 51 à partir du Stab I./JG 77
- 10./JG 51 à partir du 1./JG 77
- 11./JG 51 à partir du 2./JG 77
- 12./JG 51 à partir du 3./JG 77

Le 25 juin 1944, le 12./JG 51 fait mouvement vers l'Allemagne, ou il rejoint le I./JG 302, et le 15 août 1944 devient 4./JG 302.
Le 15 août 1944, le IV./JG 51 est réorganisé :
- 13./JG 51 à partir de l'ancien 10./JG 51
- 14./JG 51 à partir de l'ancien 11./JG 51
- 15./JG 51 formé le 1er novembre 1944 à Modlin

Le 4e staffel, le 16./JG 51, n'est jamais formé.

#### Gruppenkommandeure
| Début            | Fin             | Grade        | Nom                     |
| ---------------- | --------------- | ------------ | ----------------------- |
| 21 novembre 1940 | 18 février 1941 | Hauptmann    | Johannes Janke          |
| 20 février 1941  | 26 février 1941 | Oberleutnant | Hans-Karl Keitel        |
| 1er mars 1941    | 19 juillet 1941 | Major        | Friedrich Beckh         |
| 20 juillet 1941  | 9 avril 1942    | Hauptmann    | Karl-Gottfried Nordmann |
| 10 avril 1942    | 28 février 1943 | Hauptmann    | Hans Knauth             |
| 1er mars 1943    | 11 juillet 1943 | Major        | Rudolf Resch            |
| 1er août 1943    | 8 mai 1944      | Major        | Hans-Ekkehard Bob       |
| 9 mai 1944       | 11 avril 1945   | Major        | Heinz Lange             |
| 12 avril 1945    | 28 avril 1945   | Oberleutnant | Günther Josten          |
| 29 avril 1945    | 8 mai 1945      | Major        | Heinz Lange             |

### Ergänzungsgruppe
Formé en octobre 1940 à Cazaux en tant que Erg.Sta./JG 51.

Le 5 mars 1941, il augmente ses effectifs pour devenir Erg.Gruppe avec 2 staffeln :
- Stab du Ergänzungsgruppe/JG 51 nouvellement créé
- 1. Einsatzstaffel/JG 51 nouvellement créé
- 2. Ausbildungsstaffel/JG 51 à partir du Erg.Sta./JG 51

L'Ergänzungsgruppe est dissous en février 1942 :
- Stab du Ergänzungsgruppe/JG 51 devient Stab/EJGr.Ost
- 1. Einsatzstaffel/JG 51 devient 12./JG 1
- 2. Ausbildungsstaffel/JG 51 devient 1./EJGr.Ost

#### Gruppenkommandeure
| Début            | Fin          | Grade        | Nom              |
| ---------------- | ------------ | ------------ | ---------------- |
| 20 novembre 1940 | 16 mars 1941 | Oberleutnant | Harald Jung      |
| 16 mars 1941     | Janvier 1942 | Hauptmann    | Albrecht B. Ochs |

### Panzerjägerstaffel/JG 51
Formé le 1er juillet 1942 à Deblin-Irena (aussi connu comme 13.(Pz)/JG 51).

Le 18 octobre 1943, il est renommé 14.(Pz.)/SG 9.

#### Staffelkapitän
| Début            | Fin | Grade        | Nom           |
| ---------------- | --- | ------------ | ------------- |
| 1er juillet 1942 | ?   | Oberleutnant | Eggers        |
| ?                | ?   | Oberleutnant | Günther Jolas |

## Quelques pilotes ayant servi au JG 51
- Werner Mölders
- Hermann Graf
- Heinrich Bär
- Josef Priller
- Walther Wever
- Anton Hafner
- Horst-Günther von Fassong
- Hermann-Friedrich Joppien
- Günther Josten

## Normandie-Niémen
Les pilotes de l'escadre affronteront constamment la célèbre unité française combattant en Union Soviétique, le groupe de chasse Normandie-Niémen, entre autres unités opérant aux côtés de la chasse soviétique.
Un pilote français descendu, après sa capture, sera soustrait à la Gestapo et sauvé du peloton d'exécution alors que le maréchal Keitel avait donné l'ordre que les pilotes français capturés sur le front de l’Est soient immédiatement fusillés sur place.